# Deinopis diabolica
Deinopis diabolica là một loài nhện trong họ Deinopidae.
Loài này thuộc chi Deinopis. Deinopis diabolica được miêu tả năm 1956 bởi Otto Kraus.